# Cladocopina
Cladocopina is een onderorde van kreeftachtigen uit de klasse van de Ostracoda (Mosselkreeftjes).

## Superfamilie
- Polycopoidea Sars, 1865